# Карпош (община)
Карпош (макед. Општина Карпош) — община в Северной Македонии. Община является административной единицей-микрорайоном столицы страны — Скопье, расположена на севере Северной Македонии, в Скопском статистически-экономическом регионе, с населением 58 359 жителей.
Площадь территории общины 105 км².
Этническая структура населения в общине по переписи населения 2002 года:
- македонцы — 52 943 (88,52%)
- сербы — 2 195 (3,67%)
- албанцы — 1 952 (3,26%)
- цыгане — 615 (1,03%)
- остальные — 654 (3,52%)